# Anton Dautzenberg
Antonius Hedwig Jozef (Anton) Dautzenberg (Heerlen, 13 december 1967), meestal A.H.J. Dautzenberg genoemd, is een Nederlandse schrijver.

## Journalistiek / anti-journalistiek
Dautzenberg studeerde economie en taal- en letterkunde. In februari en maart 2011 publiceerde hij in de VPRO Gids een serie van drie interviews, bedoeld als begeleiding bij drie programma's over de Bankencrisis. Een interview was met Lemmy Kilmister, oprichter van de band Motörhead, die een expert op het gebied van de financiële crisis zou zijn. Kort daarna publiceerde de VPRO een rectificatie op haar website en in de gids, omdat het een hoax bleek te betreffen. Dautzenberg had de serie artikelen volledig uit zijn duim gezogen, om "de werkelijkheid als thema te onderzoeken door deze te duiden, te manipuleren, te transponeren, te vermenigvuldigen of te negeren". Dautzenbergs interview met Arnon Grunberg berustte wel deels op waarheid, maar ook deels op verzinsels. De fictieve interviews waarin beroemdheden hun visie gaven op de economie, beleggen en de kredietcrisis werden gebundeld in Rock € roll - economie voor en door leken verklaard.

## MARTIJN
Dautzenberg werd in 2011 lid van Vereniging MARTIJN, die sinds 2014 op civielrechtelijke gronden werd verboden. Hij deed dit uit protest tegen een zoals hij het zelf stelde 'heksenjacht tegen pedofielen'. Hoewel hij het gedachtegoed van Vereniging MARTIJN niet ondersteunt en het uitoefenen van pedofiele handelingen ten strengste verwerpt, vindt hij dat mensen met pedofiele gevoelens hierover moeten mogen fantaseren en praten zonder daarvoor bedreigd of geweld aangedaan te worden. Op zijn persoonlijke site voegde Dautzenberg o.a. een lijst toe van bedreigingen die de voorzitter van MARTIJN in één maand voor zijn kiezen kreeg en leverde hij tevens kritiek op Henk Bres en diens petitie om de controversiële vereniging op te doeken. In 2013 vertegenwoordigde Dautzenberg MARTIJN nog in de rechtszaal.

## Stadsdichter Tilburg
Dautzenberg werd op 25 augustus 2019 geïnaugureerd als stadsdichter van de stad Tilburg voor de duur van twee jaar. Dautzenberg stopte echter voortijdig met zijn functie als stadsdichter. Waar zijn functie zou stoppen in augustus 2021, werd op 17 maart 2021 bekend gemaakt dat hij stopte met zijn functie. De reden hiervoor is het jaarlijks honorarium van 3.600 euro; dat hij als te weinig beschouwde. Hij heeft de hoogte van het honorarium al vanaf het begin publiekelijk gehekeld en had gehoopt hier iets aan te kunnen veranderen. Toen hem duidelijk werd dat dit niet zou gaan gebeuren heeft hij besloten zijn functie als stadsdichter neer te leggen. De gemeente Tilburg verklaart dat Dautzenberg niet het hele verhaal heeft verteld. Daar er nog extra gelden beschikbaar worden gesteld voor uitgaves en publicaties van de gedichten en dat daarmee een jaarlijks bedrag wordt gehaald van meer dan 10.000 euro.

## Publicaties
- Doodspraak. Ontmoetingen. (Bundeling van interviews, tezamen met Eric-Jan van Gorkum. Zaltbommel, Van Kempen Uitgevers, 2004)
- Op verzoek van Ruud Vreeman en andere columns. (Onder pseudoniem Troy Titane, 2005)
- De rumbafluit van Saraghina. (Onder pseudoniem Troy Titane, 2007)
- Jonquai en Lazfartze nemen een hazenlip. (Onder pseudoniem Troy Titane, 2007)
- Jonquai en Lazfartze gaan met zwangerschapsverlof. (Onder pseudoniem Troy Titane, 2007)
- Vogels met zwarte poten kun je niet vreten. (Verhalen, 2010)
- Samaritaan. (Roman, 2011)
- Rock € roll. Economie voor en door leken verklaard. (Pamflet, 2011)
- Extra Tijd. (Roman, 2012)
- Smerig gezwel wat je bent. (Bloemlezing, 2012)
- Rafelranden van de moraal. (Novelle, 2013)
- Quiet 500. (Magazine, 2013)
- En dan komen de foto's. (Verhalen, 2013)
- De Wet. (Toneel, 2014)
- De Fictiefabriek. (Brievenroman samen met Diederik Stapel, 2014)
- Wie zoet is. (Roman, 2015)
- Horrible Homeless Man. (Toneel, 2015)
- Vuur! (Bloemlezing, 2015)
- Quiet 500. (Magazine, 2016)
- De dag dat de gieren buigen. (Boek, 2016)
- De vijf. (Roman, 2024)
- Engelland. (Novelle, 2025)